# Tohar Butbul
Tohar Butbul (hébreu : טוהר בוטבול ; né le 24 janvier 1994) est un judoka olympique israélien. Il concourt dans la catégorie de poids des moins de 73 kg, où il remporte des médailles d'argent aux Masters du monde de judo 2019 et aux Championnats d'Europe 2021 et remporte des médailles de bronze aux Jeux de Paris 2017, Grand Chelem et Grand Chelem d'Abu Dhabi 2017.
En mars 2018, il était classé n°9 mondial dans la division U73 kg. Il est membre de l'équipe israélienne qui remporte une médaille de bronze aux Jeux olympiques de Tokyo.
Tohar Butbul représente Israël aux Jeux olympiques d'été de 2024 à Paris en judo dans l'épreuve masculine des 73 kg et dans l'épreuve par équipes mixtes.

## Biographie
Né à Zoran, en Israël, Tohar Butbul commence à s'entraîner au judo à l'âge de cinq ans à l'école du médaillé de bronze olympique israélien de Shay-Oren Smadja.
Lors des JO de Tokyo, deux judokas dont le soudanais Mohamed Abdalrasool  sans communiquer de motifs et l'algérien Fethi Nourine se retirent volontairement de la compétition pour éviter d’affronter Butbul, ce dernier invoquant son soutien à la cause palestinienne. Par conséquent, le CIO exclut l’athlète et  son entraîneur compte tenu de l'infraction flagrante à  la charte olympique tandis que la Fédération internationale de judo (FIJ) condamne cette position. Le cas se reproduit aux JO de Paris, l'algérien Messaoud Dris échouant volontairement au pesage.

## Palmarès sportif

### Jeux olympiques
- Jeux olympiques de 2020 à Tokyo ( Japon)
  -  Médaille de bronze par équipe mixte

### Championnats d'Europe
- Championnats d'Europe de judo 2021 à Lisbonne ( Portugal)
  -  Médaille d’argent dans la catégorie des moins de 73 kg